# Feitianius
Feitianius is een geslacht van uitgestorven vogels uit het Vroeg-Krijt van het huidige China, behorend tot de Enantiornithes. De enige benoemde soort is Feitianius paradisi.

## Vondst en naamgeving
Van 2002 af worden in het Changmabassin bij het dorp Changma in Gansu paleontologische opgravingen verricht. Ruim honderd vogelfossielen zijn hierbij geborgen, de meeste van Gansus maar ook een dozijn van de Enantiornithes. Twee zeer fraai met verenkleed gepreserveerde specimina, gevonden in 2005, werden in 2009 in de wetenschappelijke literatuur vermeld. Van een daarvan, specimen GSGM-07-CM-001, werd in 2012 het verenkleed beschreven. Het andere specimen bleek bij nader onderzoek een geheel nieuwe soort te vertegenwoordigen.
In 2015 benoemden en beschreven Jingmai Kathleen O’Connor, Li Daqing, Matthew C. Lamanna, Wang Min, Jerald D. Harris, Jessie Atterholt en You Hailou de typesoort Feitianius paradisi. De geslachtsnaam is afgeleid van de feitia, een vliegende apsara of nimf uit de boeddhistische mythologie. 'Voor de lol' vermannelijkte O'Connor het woord tot feitianius omdat ze tot de conclusie kwam dat het typespecimen een mannelijk exemplaar betrof. De soortaanduiding betekent 'van het paradijs' in het Latijn en verwijst naar de overeenkomende seksuele dimorfie bij de paradijsvogels. De soortnaam is ook een woordspeling op 飞天, de 'feitia van het paradijs' in het Chinees, welke hemelse wezens door boeddhistische monniken vaak op de wanden van de grotten in de nabijheid van Changma zijn afgebeeld.
Het holotype GSGM-05-CM-004 is gevonden in een laag van de Xiagouformatie die dateert uit het vroege Aptien. Het bestaat uit de achterste helft van een skelet op een plaat. Het skelet wordt op de linkerzijde bezien. Het ligt geheel in verband maar het gedeelte voor het midden van de rug ontbreekt. Een paar achterste ribben is naar boven gebogen en stukken rib en buikrib liggen bij het skelet. Het bewaart uitgebreide resten van het verenkleed maar ook van de weke delen.

## Beschrijving

### Grootte en onderscheidende kenmerken
Feitianius is een robuust gebouwde kleine vogel. Het dijbeen heeft een lengte van zevenentwintig millimeter.
De beschrijvers wisten enkele onderscheidende kenmerken vast te stellen. Ze vormen een unieke combinatie van op zich niet unieke eigenschappen. De borstwervels hebben slechts ondiepe pneumatische uithollingen op de zijkanten. Het darmbeen heeft een zeer kleine groeve voor de aanhechting van de Musculus cuppedicus. Het schaambeen is robuust, gebogen en steekt iets schuin naar achteren terwijl de 'voet' naar boven taps toeloopt. Het zitbeen is licht golvend met een zwakke richel op de voorste zijkant voor het aanhechten van spieren. De tarsometatarsus heeft aan de binnenzijde een goed ontwikkelde kam op de zool maar de kam aan de buitenzijde is zwak ontwikkeld. Bij iedere teen zijn de voorlaatste kootjes het langst. Behalve de klauw zijn de kootjes van de tweede teen van de voorkant tot de zoolzijde afgeplat en overdwars verbreed. De voetklauwen zijn groot en tamelijk zwak gekromd met zeer lange hoornschachten.
Wel uniek is de bevedering van de staart bestaande uit verschillende typen staartveren terwijl verwanten voor zover bekend maar staartveren van één type hebben.

### Skelet
De amfiplatte ruggenwervels hebben hoge waaiervormige doornuitsteeksels. Het heiligbeen heeft geen pleurocoelen maar wel een hoge supraneurale plaat. Er zijn minstens vijf vrij wervels in de staartbasis, samen langer dan de pygostyle. Ze hebben lange achterste gewrichtsuitsteeksels met een lengte van een derde van het wervellichaam. De pygostyle is robuust; de uitsteeksels erop aan de onderste zijkant hebben een opvallend dikke basis. Ze steken zijwaarts uit zodat een hol zijvlak ontstaat. Vermoedelijk was de pygostyle bij deze soort een vergroeiing van de tien achterste staartwervels. De chevrons zijn groot, plaatvormig en tweemaal langer dan breed.
In het bekken is het aanhangsel op het darmbeen voor het schaambeen niet overdwars afgeplat. De schacht van het schaambeen is tweemaal zo breed overdwars als dik. De 'voet' steekt naar boven uit. De zitbeenderen lopen evenwijdig aan de schaambeenderen. Het zitbeen heeft twee derden van de lengte van het schaambeen. Het ondervlak ervan is hol met een punt richting schaambeen. Het uiteinde is echter als geheel wat naar boven gebogen wat het golvende profiel veroorzaakt. Aan de voorrand is een lage richel die de aanhechting kan zijn geweest voor de Musculus puboischiofemoralis lateralis. Doordat de richel maar laag is, wordt de dwarsdoorsnede van het blad op dit punt plat in plaats van driehoekig.
Het dijbeen is zo'n 16 procent korter dan het onderbeen. Het scheenbeen is met de enkelbeenderen vergroeid tot een tibiotarsus, 35,7 millimeter lang. De crista cnemialis is niet sterk ontwikkeld. De crista fibularis is kort, het bovenste vijfde deel van de schacht beslaand maar voor de bovenkant ophoudend. Het kuitbeen, bovenaan vrij robuust, heeft naar schatting twee derden van de lengte van het scheenbeen maar de onderste punt is niet bewaard. De middenvoetsbeenderen zijn onderaan niet vergroeid. Op de bovenste voorkant van het tweede middenvoetsbeen, een vijfde van de schachtlengte van het bovenvlak verwijderd, bevindt zich een bultje voor de aanhechting van de Musculus tibialis cranialis. De kam aan de binnenkant, dus op het tweede metatarsale, van de zoolzijde beslaat een derde van de lengte. De kam op de middelste achterzijde van het vierde middenvoetsbeen is veel zwakker. Het onderste gewrichtsvlak van het tweede middenvoetsbeen heeft een binnenste gewrichtsknobbel die hoger ophoudt maar robuuster is dan de buitenste knobbel aan de zijde van het derde middenvoetsbeen. Dit moet de tweede teen wat naar buiten en achteren gericht hebben. Het feit dat de voorlaatste teenkootjes de langste zijn duidt op een levenswijze als bosvogel; het maakt het voor de tenen eenvoudiger een tak te omklemmen. Zo'n bouw is zeer uitzonderlijk voor Enantiornithes uit het Onder-Krijt. Deze functie wordt bevestigd door het feit dat de voetklauwen zeer groot zijn met hoornschachten die de lengte van de beenkern nog eens met twee derden overtreffen. De klauw van de eerste teen is zeer robuust. Het eerste middenvoetsbeen is weliswaar kort maar sterk gedraaid zodat de eerste teen volledig opponeerbaar is.

### Weke delen
Op sommige delen van het skelet is een vage halo zichtbaar die de beschrijvers interpreteerden als resten van lagen bindweefsel. Bandvormige structuren daarbinnen zijn zichtbaar bij de schaambeenderen en tussen deze en de achterpoten. Zulke structuren zijn ook gemeld van Eoconfuciusornis. Deze banden hebben een lengte van zeven à acht millimeter en een breedte van een halve millimeter. De banden lopen evenwijdig aan elkaar en staan haaks op de omtrek van het lichaam. Een dikke organische massa ligt op de staartbasis, zich verdunnend over de pygostyle. Dit zou de lob zijn geweest die bij de vogels de staartveren draagt.

### Verenkleed

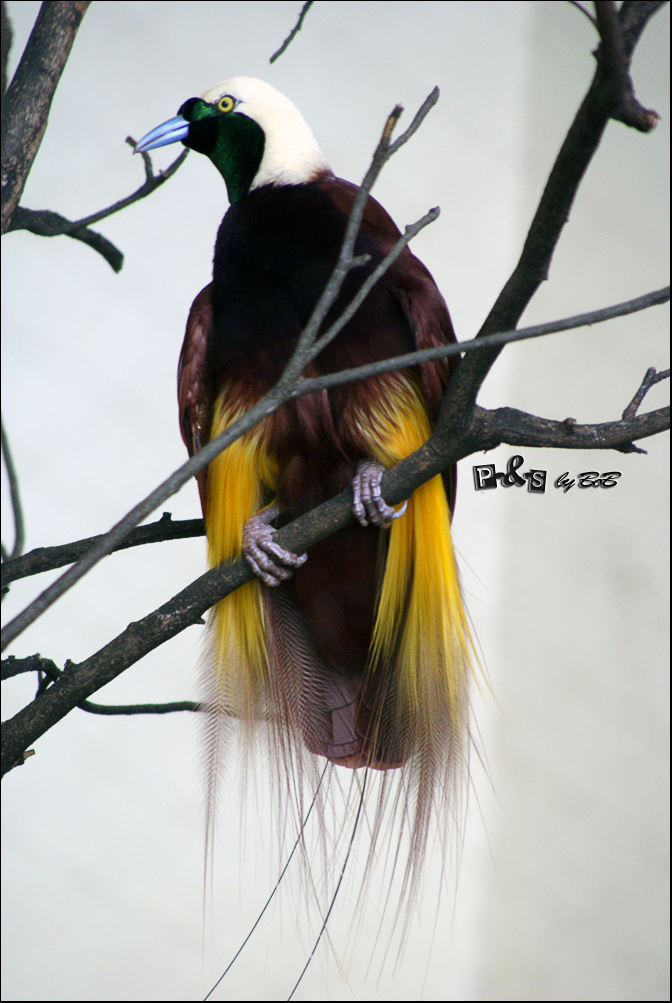
De grote paradijsvogel heeft ook een bonte staart met twee lange slepers

Tot de weke delen in ruime zin behoort ook het verenkleed. Een laag donsachtige dekveren is zichtbaar op de staartbasis en de buik. Naar achteren toe gaan deze dekveren over van dons naar echte penveren met een schacht en vanen. Op de lob bevindt zich een groot aantal, minstens twaalf, staartveren, rectrices. Deze verschillen echter in bouw en lengte. De beschrijvers onderscheidden verschillende morfotypen. Morfotype A is veertig tot vijfenveertig millimeter lang. Morfotype B is duidelijk korter met achttien millimeter en half zo breed. In beide gevallen gaat het om echte penveren, hoewel schacht en baarden lastig te onderscheiden zijn. Van morfotype A zijn vijf tot zeven veren zichtbaar. De vanen beslaan de uiterste 55 procent van de schacht en hun baarden maken daar een scherpe hoek van 15 graden mee. Ze zijn wat naar beneden gekromd. Van morfotype B zijn er minstens vijf bewaard. Hier beslaan de vanen bijna de hele schacht. Deze veren lopen taps toe. Ze zijn minder naar beneden gebogen.
Daarnaast is er nog een morfotype C. Hier gaat het om staartveren met een dikke schacht. Zulke veren zijn vaak heel lang en in dit geval valt het uiteinde van de enige bewaarde veer van dit type buiten het fossiel zodat de lengte niet is vast te stellen. Afzonderlijke baardjes zijn niet te zien maar op de bovenkant bevindt zich een strook vaan en aan de onderkant een gecarboniseerde strook die ook een vaan kan zijn geweest. De veer steekt recht naar achteren van de pygostyle uit. Soortgelijke veren zijn aangetroffen bij Eopengornis. Volgens de beschrijvers moet de veer deel hebben uitgemaakt van een paar lange sierveren. Deze hadden geen aerodynamische functie maar dienden slechts om mee te pronken. Een aerodynamische functie werd echter ook ontzegd aan de vrij slappe veren van het morfotype A en B. Dat ze toch aanwezig zijn, zou moeten worden gezien als versiering: samen zouden al deze typen een indrukwekkende pronkstaart hebben gevormd. Zulke staarten zijn ook bekend van moderne vogels zoals Paradisaea apoda, de grote paradijsvogel, en sieren daar alleen de mannetjes. Dit suggereert dat ook Feitianius zulke seksuele dimorfie kende, waarbij een vorm van sociale polygamie aanwezig kan zijn geweest. Zulke veren lenen zich ook niet voor het op grote snelheid afleggen van grote afstanden wat weer de hypothese ondersteund dat het om een bosvogel ging. In het Changmabekken zijn veel coniferen gevonden. Vaak hebben de onderdelen van zulke complexen aan staartveren ieder een aparte kleur. Helaas kan door het aanbrengen van een beschermend vernis het fossiel niet meer gecontroleerd worden op kleuren melanosomen hoewel de schacht van het morfotype C wel een streeppatroon toont.

## Fylogenie
Feitianius is in de Enantiornithes geplaatst. In een cladistische analyse viel de soort uit bij Qiliania maar ook, in een polytomie of 'kam', bij alle andere gevonden enantiornithe specimina van het Changmabekken. Dat kan betekenen dat die in feite één soort vormen; het zou ook een gevolg kunnen zijn van het beperkte materiaal.